# 泡叶风毛菊
泡叶风毛菊（学名：Saussurea bullata）为菊科风毛菊属的植物，为中国的特有植物。分布于中国大陆的云南等地，生长于海拔3,600米至3,900米的地区，一般生于多石山坡，目前尚未由人工引种栽培。